# Johan Christian Fabricius
Aquest autor és citat en taxonomia animal amb el nom «Fabricius».
Johan Christian Fabricius   (Tønder, 7 de gener de 1745 - Kiel, 3 de març de 1808) va ser un zoòleg danès especialitzat en Insecta, concepte que en el seu temps, a més dels insectes pròpiament dits, incloïa tots els artròpodes, aràcnids, crustacis i altres. Va ser un dels deixebles de Carl Linnaeus, i es considera que és un dels entomòlegs més importants del segle xvii. Va donar nom a unes 10.000 espècies d'animals i va establir les bases de la moderna classificació dels insectes.

## Biografia
Johan Christian Fabricius va néixer a Tønder al Ducat de Schleswig, on el seu pare era metge. Estudià a la Universitat de Copenhagen a partir de 1762 i més tard es traslladà junt amb Johan Zoëga a la Universitat d'Uppsala on va ser alumne de Carl von Linné durant dos anys. A la seva tornada començà a treballar en la seva obra Systema entomologiæ, la qual es va publicar el 1775. Fabricius va ser nomenat professor a Copenhagen el 1770, i cinc anys més tard professor d'Història Natural i Economia a la Universitat de Kiel.
Durant la seva estada a Kiel, Fabricius va viatjar diverses vegades a Londres per estudiar les col·leccions britàniques d'animals com les de Joseph Banks i Dru Drury. Cap al final de la seva carrera, Fabricius passà molt de temps a París, on freqüentà naturalistes com Georges Cuvier i Pierre André Latreille.

## Obres
Fabricius va donar nom a 9.776 espècies d'insectes, moltes més que els 3.000 que Linné va donar nom.
En contrast amb la classificació d'insecrtes de Linné que es basava principalment en el nombre de les seves ales i la seva forma. Fabricius es fixà en les parts bucals per discriminar els ordres (que ell anomenava «classes'»). El sistema de classificació d'insectes de Fabricius continua essent la base de la classificació actual encara que no els noms que ell proposà.
Els seus treballs principals sobre sistemàica en entomologia són:
- Systema entomologiæ (1775)
- Genera insectorum (1776)
- Species insectorum (1781)
- Mantissa insectorum (1787)
- Entomologia systematica emendata et aucta (1792–1799)
- Systema eleuthatorum (1801)
- Systema rhyngotorum (1803)
- Systema piezatorum (1804)
- Systema antliatorum (1805)
- Systema glossatorum (1807)

Fabricius també escriví obres sobre economia però es consideren menys importants que les d'entomologia. Inclouen: Begyndelsesgrundene i de økonomiske Videnskaber (1773), Polizeischriften (1786–1790) and Von der Volksvermehrung, insonderheit in Dänemark (1781).